# Aranyosd
Aranyosd (1898-ig Zlatnik, szlovákul Zlatníky) község Szlovákiában, a Trencséni kerületben, a Báni járásban.

## Fekvése
Bántól 13 km-re nyugatra fekszik.

## Története
Nemesi településként keletkezett a 12. században. 1245-től a Hont-Pázmány nemzetségbeli Becsend birtoka, majd halála után fiaié. A 14. században a nagytapolcsányi váruradalom, a 17. századtól a tavarnoki uradalom része.
Első írásos említése 1390-ben "Aranyas" alakban történik. 1715-ben 27 adózó háztartása volt. 1778-ban malom, 29 jobbágy és 52 zsellér háztartás található a településen. 1828-ban 63 házában 435 lakos élt. A 13.-14. században határában aranyat bányásztak, lakói később földművelésből, kézművességből, napszámos munkákból éltek.
Vályi András szerint "ZLATNIK. Tót falu Nyitra Várm. földes Ura Gr. Traun Uraság, fekszik Kis Vendéghez közel, mellynek filiája; földgye néhol tsekély termésű, szőleje nints, réttye, legelője elég van, fa szerszámokat is készítenek lakosai."
Fényes Elek szerint "Zlatnik, Nyitra vm. tót falu, Trencsén vmegye szélén: 433 kath., 5 zsidó lak. Van sok erdeje, üveghutája, melly csak közönséges üvegeket készit. F. u. gr. Erdődy Józsefnő. Ut. p. Nagy-Tapolcsán."
A trianoni békeszerződésig Nyitra vármegye Nyitrazsámbokréti járásához tartozott.

## Népessége
| Év:            | 1994. | 2004.   | 2014.   | 2024.   |
| -------------- | ----- | ------- | ------- | ------- |
| Emberek száma: | 706   | 726     | 684     | 694     |
| Eltérés:       |       | +2,83 % | -5,78 % | +1,46 % |

| Év:            | 2023. | 2024.   |
| -------------- | ----- | ------- |
| Emberek száma: | 689   | 694     |
| Eltérés:       |       | +0,72 % |

1910-ben 854, túlnyomórészt szlovák anyanyelvű lakosa volt.
2001-ben 733 lakosából 726 szlovák volt.
2011-ben 672 lakosából 644 szlovák volt.
2021-ben 681 lakosából 655 (+2) szlovák, 1 (+1) magyar, 5 (+1) egyéb és 20 ismeretlen nemzetiségű volt.